# 1249 dans les croisades

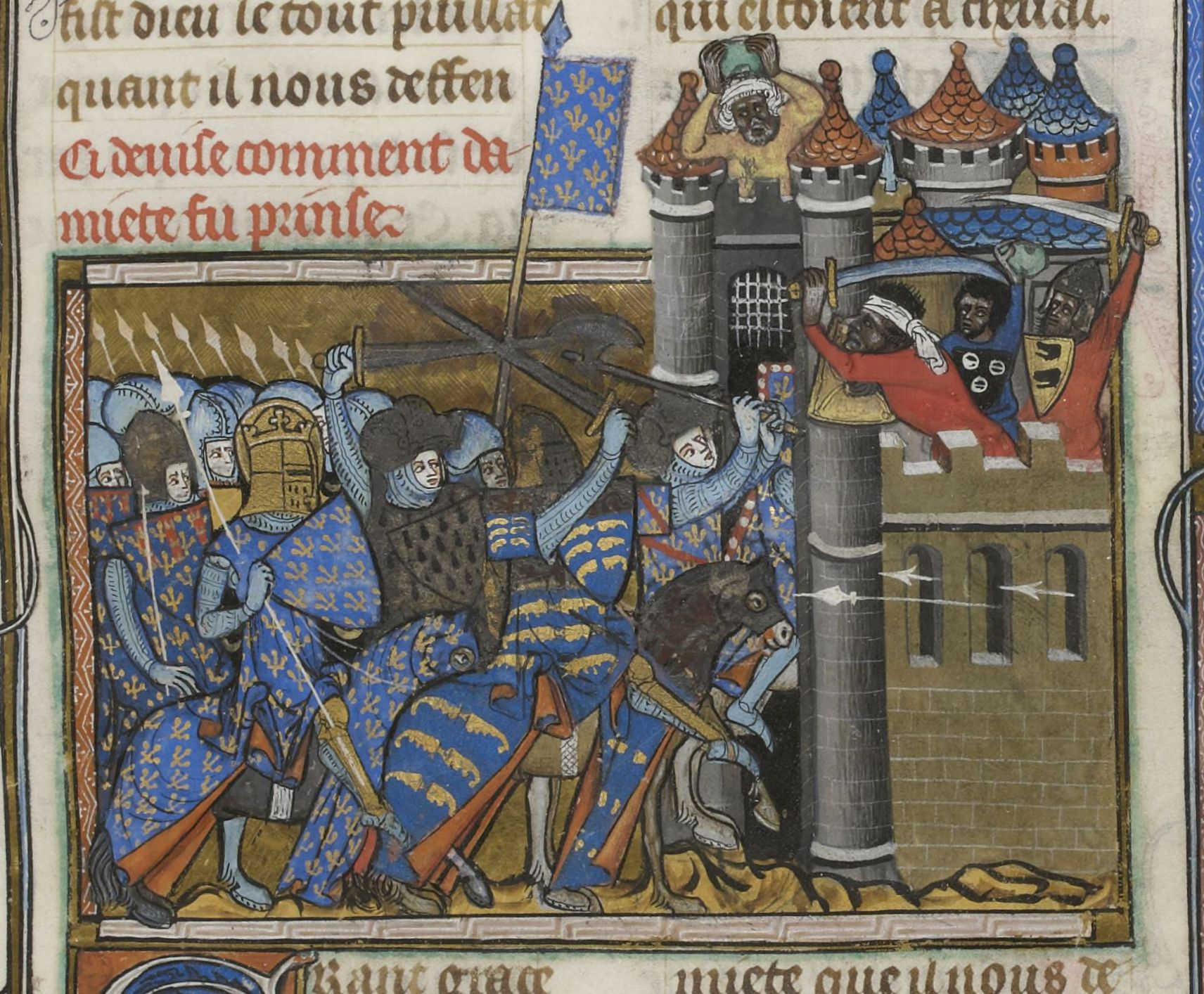
Prise de Damiette

Cette page regroupe les évènements concernant les Croisades qui sont survenus en 1249 :
- 27 janvier : une ambassade part de Chypre pour traiter avec les Mongols contre les Musulmans[1].
- 30 mai : Saint-Louis et la septième croisade s'embarquent à Chypre en direction de Damiette[2].
- 5 juin : Saint-Louis et la septième croisade débarquent à Damiette[3].
- 6 juin : Saint-Louis et la septième croisade prennent Damiette[3].
- 27 septembre : Mort de Raymond VII. Son gendre Alphonse de France, comte de Poitiers, lui succède[4].
- 20 novembre : Saint-Louis et la septième croisade quittent Damiette en direction du Caire[3].
- 23 novembre : Mort de Malik al-Salih Ayyoub, sultan d'Égypte. Son fils Al-Malik al-Mu`azzam Tûrân Châh lui succède[3].